# Jamal Ahmidan
Jamal Ahmidan (Tetuán, 28 de octubre de 1970 - Leganés; 3 de abril de 2004) fue un ciudadano marroquí, apodado el Chino o Mowly, supuesto jefe de la trama del 11-M.
El 28 de enero de 2004, alquila la casa de campo donde montan las bombas para el atentado firmando los documentos de alquiler usando una identidad falsa.
Hasta los Atentados del 11 de marzo de 2004 se le tenía por un delincuente común, que traficaba con drogas y no tenía relación con el integrismo islámico. Viaja con frecuencia a Bilbao y San Sebastián para sus negocios. El 31 de diciembre de 2003, le pega un tiro en la rodilla a Larbi Raichi en el bar Txikia de Bilbao, por una deuda de narcotráfico.El hecho de haber sido traficante de drogas alimentó las teorías de la conspiración del 11 M.
Según el sumario que dirige el juez Juan del Olmo, sería pieza clave en el desarrollo logístico de los Atentados del 11 de marzo de 2004. El tráfico de drogas sería una forma de financiar los atentados.
Jamal Ahmidan y otros seis individuos se suicidaron días después de los atentados, cuando iban a ser detenidos por la policía en Leganés cobrándose la vida de uno de los policías del Grupo Especial de Operaciones que intentaban detenerlos.